# Jules Monnerot (sociologue)
Pour les articles homonymes, voir Jules Monnerot et Monnerot.
Jules Monnerot, né le 28 novembre 1909 à Fort-de-France et mort le 4 décembre 1995 à Saint-Germain-en-Laye, est un essayiste et journaliste français. 
Il est le cofondateur à 25 ans du Collège de sociologie (1939), avec Georges Bataille et Roger Caillois, puis de la revue Critique (1946) ; il collabore aussi à la revue Acéphale. 
L'engagement politique de Monnerot commence au sein du surréalisme et de l’extrême gauche intellectuelle et bifurque ensuite vers l'anticommunisme et l'extrême droite. Parmi les nombreux livres qu'il a publiés, on peut citer La Poésie moderne et le Sacré, Les faits sociaux ne sont pas des choses, Sociologie du communisme, Les Lois du tragique.

## Biographie
Jules Marcel Érembert Monnerot est le fils de Jules Monnerot, journaliste et cofondateur du Parti communiste martiniquais. Il est élève du lycée Schœlcher de Fort-de-France, puis brillant boursier au lycée Henri-IV à Paris. Il obtient un accessit au concours général en philosophie en 1926, mais échoue au concours d’entrée de l’École normale supérieure en 1930. Il fréquente dans les années 1930 les milieux surréalistes. 
Il est proche un certain temps des milieux de la gauche, puis des membres du Collège de sociologie (1937-1939).
Son diplôme d’études supérieures en philosophie à la Sorbonne (son seul diplôme universitaire selon Georges Laffly) porte sur L’histoire et la philosophie du jeune Karl Marx avant le Manifeste communiste. Il consacre ses premiers travaux à la poésie surréaliste dont il propose d’analyser le caractère religieux et irrationnel. 
Durant la Deuxième Guerre mondiale, il est volontaire dans l’infanterie et d’octobre 1940 à août 1944, il appartient au réseau de résistance « Ceux de la Libération ».
Il publie ensuite un ouvrage polémique analysant l'épistémologie des sciences sociales, dans lequel il prend position contre la conception d'Émile Durkheim qui propose d'étudier les « faits sociaux » comme des « choses ». Héritier de la tradition sociologique italienne, Monnerot se revendique plutôt de Vilfredo Pareto, de Gaetano Mosca et de Robert Michels. La même année, en 1945, il fait paraître un recueil de nouvelles proche de certaines proses de Georges Bataille.
De 1948 à la dissolution de « Ceux de la Libération » en 1953, Monnerot siège au Conseil national du Rassemblement du peuple français fondé par le général de Gaulle. Durant cette période, il écrit dans la revue Liberté de l'esprit dont le rédacteur en chef est Claude Mauriac avec, entre autres, Roger Caillois, Raymond Aron et Jacques Soustelle. De 1951 à 1957, les généraux de La Chapelle[Qui ?] et Lecomte qui dirigent l'École de Guerre font appel à Monnerot pour donner des cours sur « Le renouvellement de la stratégie politique par le marxisme révolutionnaire au XXe siècle » (à la suite du succès retentissant de Sociologie du communisme). À la même époque, le gouvernement de la République fédérale d'Allemagne dont Konrad Adenauer est alors chancelier, lui demande une consultation au cours de l'enquête qui précéda l'interdiction du parti communiste ouest-allemand. En 1959, Monnerot rompt publiquement tous ses liens politiques avec le général de Gaulle dont les positions concernant la guerre d’Algérie sont opposées aux siennes ; il se rapproche définitivement des milieux nationalistes et monarchistes (il collabore à la Nation française de Pierre Boutang, issu de l'Action française).
Le coup de Prague de février 1948 l'incite à réfléchir sur l'essence du communisme et à rédiger sa Sociologie du communisme (1949), qui lui apporte une notoriété importante tout autant que l'hostilité durable des universitaires et intellectuels proches du Parti communiste.
Suivront une série d'études sur la sociologie de la révolution et du fascisme. Cette utilisation du concept de « religion séculière » et ce rapprochement du communisme avec la religion, et en particulier avec l'Islam, vaudront à son auteur une polémique restée célèbre avec Hannah Arendt qui lui reproche de confondre des concepts incompatibles. En fait, les ouvrages de Monnerot ne sont pas des études empiriques et n'optent pas pour la « neutralité axiologique » wéberienne. Ses grandes études relèvent d'une approche que l'auteur nomme « étiologique » ou « clinique », où les idéologies sont analysées comme des mythologies politiques. Enfin, ces études engagées en appellent à un contrôle de l'enseignement et des universités pour éviter la propagation des idées communistes, en particulier Sociologie de la révolution et Démarxiser l’université (1970).

### À l'extrême droite
Anticommuniste, Monnerot se rapproche ensuite de l'extrême droite. Il participe à un séminaire du GRECE-Bruxelles, la branche belge de la « nouvelle droite », dirigée par Robert Steuckers, sur « la Sociologie de la révolution ».
Pendant les années 1980, il est membre du « conseil scientifique » du Front national. Au début des années 1990, Monnerot démissionne de ses fonctions au FN à la suite d'un désaccord avec Jean-Marie Le Pen sur la politique à adopter lors de la guerre du Golfe. Ce geste lui vaut une condamnation de Bruno Mégret, alors secrétaire général du parti, qui lui reproche la faiblesse de son engagement politique.
Il a aussi appartenu au Club de l'horloge (il fait partie des douze « maîtres à penser »), ainsi qu'au comité d'honneur de l'Institut d'études occidentales et au comité de patronage de Nouvelle École.

### Vie personnelle
Il épouse en premières noces en 1932 sa cousine la poétesse Simone Yoyotte ; ils ont une fille, mais Simone meurt dès l'année suivante. Il se remarie par la suite et a deux enfants (un fils et une fille).

## Ouvrages
- La poésie moderne et le sacré, Paris, Gallimard, 1945. Nouvelle édition 1949, augmentée d'une note.
- On meurt les yeux ouverts. Précédé de : L’Heure de Fallandra. Suivi de : La nuit ne finira pas, fictions, Paris, Gallimard, 1945.
- Les faits sociaux ne sont pas des choses, Paris, Gallimard, 1946.
- Sociologie du communisme, Paris, Gallimard, 1949. Nouvelle édition 1963, précédée de « L'avenir du communisme en 1963 ». Édition de 1979 : Sociologie du communisme : échec d'une tentative religieuse au XXe siècle, Paris, Hallier. Édition 2004-2005 en 3 vol. : [1] L'Islam du XXe siècle ; [2] Dialectique : Marx, Héraclite, Hegel ; [3], Les religions séculières et l'imperium mundi : tyrannie, absolutisme, totalitarisme, Paris, Éditions du Trident.
- La Guerre en question, Paris, Gallimard, 1951.
- Pour un gouvernement en connaissance de cause. Quelques idées politiques et constitutionnelles, Paris, Éditions de la Nation française, 1958.
- La Guerre subversive en Algérie, Paris, Éditions du Comité de Vincennes, 1960.
- Sociologie de la Révolution : Mythologies politiques du XXe siècle. Marxistes-léninistes et fascistes. La nouvelle stratégie révolutionnaire, Paris, Fayard, coll. « Les Grandes études contemporaines », 1969.
- Les Lois du tragique, Paris, PUF, 1969.
- Démarxiser l'université, Paris, La Table ronde, 1970.
- La France intellectuelle, Paris, R. Bourgine, 1970.
- Inquisitions, Paris, José Corti, 1974.
- Intelligence de la politique I. L'Anti-providence, Paris, Gauthier-Villars, 1977.
- Intelligence de la politique II. Introduction à la doxanalyse : Pareto-Freud , Paris, Gauthier-Villars, 1978.
- Désintox. Au secours de la France décérébrée, Paris, Albatros, 1987  — reprend ses interventions au Club de l'horloge.

## Prix
- Prix de l'essai 1975 pour Inquisitions.